# Tring-Jonction
Tring-Jonction [tʁiŋ ʒɔ̃ksjɔ̃] est une municipalité de village dans Beauce-Centre, en Chaudière-Appalaches, au Québec (Canada).

## Toponymie
Son nom provient de Tring, une ville du Hertfordshire en Angleterre, et de la gare située à la jonction des lignes de chemin de fer Québec-Sherbrooke et Québec-Lac-Mégantic (chemin de fer Québec Central).

## Histoire

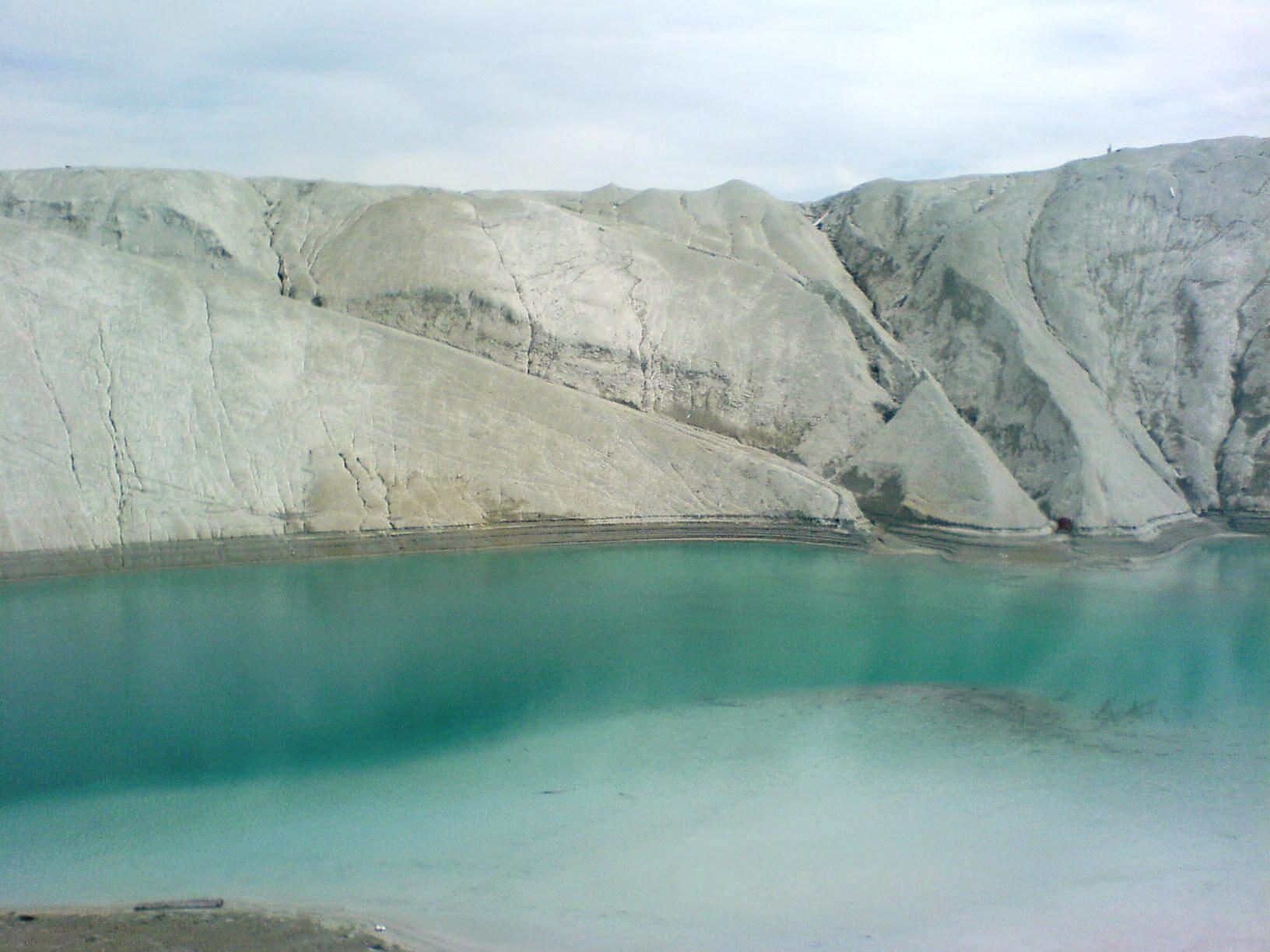
Résidu d'amiante à Tring-Jonction.

La municipalité fut fondée en 1918 par Ephrem Lagueux. 

### Chronologie
- 21 novembre 1918 : Érection du village de Tring Jonction.
- 15 mars 1969 : Le village change son nom pour Tring-Jonction.

## Géographie
La rivière des Fermes traverse la municipalité du nord vers le nord-est.

## Démographie
| 1921 | 1931 | 1941 | 1951 | 1956  | 1961  | 1966  | 1971  | 1976  |
| ---- | ---- | ---- | ---- | ----- | ----- | ----- | ----- | ----- |
| 351  | 430  | 288  | 751  | 1 083 | 1 214 | 1 297 | 1 283 | 1 248 |

| 1981  | 1986  | 1991  | 1996  | 2001  | 2006  | 2011  | 2016  | 2021  |
| ----- | ----- | ----- | ----- | ----- | ----- | ----- | ----- | ----- |
| 1 315 | 1 333 | 1 370 | 1 387 | 1 333 | 1 380 | 1 473 | 1 401 | 1 526 |

## Administration
Les élections municipales se font en bloc pour le maire et les six conseillers.
| Tring-Jonction Maires depuis 2001                                                                                    |                   |         |          |
| Élection | Maire             | Qualité | Résultat |
| 2001 | Christian Jacques |         | Voir     |
| 2005 | Christian Jacques | Voir    |          |
| 2009 | Mario Groleau     |         | Voir     |
| 2013 | Mario Groleau     | Voir    |          |
| 2017 | Mario Groleau     | Voir    |          |
| 2021 | Mario Groleau     | Voir    |          |
| Élection partielle en italique Depuis 2005, les élections sont simultanées dans toutes les municipalités québécoises |                   |         |          |

## Patrimoine
Construite en 1914, la gare est désignée gare ferroviaire patrimoniale par la Commission des lieux et monuments historiques du Canada depuis 1991. Au Québec, elle est citée comme immeuble patrimonial depuis 2004. Entre 1892 et 1894, un premier bâtiment a été érigé par le chemin de fer Québec Central. Il se situait à la jonction du parcours reliant Sherbrooke et Lévis et d'une nouvelle ligne allant vers Lac-Mégantic. Le bâtiment actuel a été construit un an après la location des voies ferrées au Canadien Pacifique.